# Туркменистан (телебашня)
Телерадиовещательный центр «Туркменистан» (туркм. «Türkmenistan» teleradio merkezi) — теле-радиокоммуникационная башня, расположенная на одном из горных хребтов Копетдага, недалеко от Ашхабада.  Высота башни — 211 метров, что сделало её высочайшим архитектурным строением Туркменистана.
Башня является скорее туристической достопримечательностью, считается одним из символов Ашхабада.

## История строительства
Строительные работы начались в 2008 году. Согласно проекту строительство этого сложного объекта осуществила турецкая компания «Полимекс». 17 октября 2011 года при участии президента Туркменистана Гурбангулы Бердымухамедова состоялась церемония официального открытия телекоммуникационного объекта.

## Назначение
Основной функцией башни является удержание и обслуживание теле и радиокоммуникационных антенн, но кроме этого здесь также организован туристический центр с многообразием интересных достопримечательностей. Радиус покрытия антенного сигнала — 100 километров.

### Теле и радиовещание
На данный момент башня передаёт сигналы аналогового телевидения, цифрового телевидения и радио. Клиентами антенн башни являются следующие станции:
- Алтын Асыр: Туркменистан
- Яшлык
- Мирас
- Туркменистан
- Туркмен овазы[6]
- Ашгабат
- Спорт

### Ресторан
На высоте 145 метров (29 этаж) разместился вращающийся ресторан, в дизайне интерьеров которого нашли сочетание элементы национального декора и современные тенденции архитектурных стилей. Оттуда можно полюбоваться видами туркменской столицы и местными природными пейзажами, а вращающаяся платформа, на которой расположен ресторан, обеспечивает панорамный обзор. На высоте 140 метров (28 этаж) находится VIP зал.

### Смотровые площадки
В Центре телерадиовещания «Туркменистан» для посетителей доступны две смотровые площадки — главная и специальная обсерватории, обе открывают обзор на 360 градусов. Главная обсерватория расположена на высоте в 150 метров (30 этаж), здесь туристам открывается хороший вид на современный Ашхабад, а также прекрасно просматриваются живописные просторы предгорий Копетдага.

## Иллюминация и внешний вид
Украшающая телебашню восьмиугольная «Звезда Огуз-хана» признана самым большим в мире архитектурным изображением звезды и внесена в Книгу рекордов Гиннесса. Телебашня видна практически из любой точки Ашхабада и пригородов.

## Галерея
|                      |  |                                               |  |                      |
| Вид на главный фасад |  | Фрагмент центральной части «Звезды Огуз-хана» |  | Вид на главный фасад |